# Gare d'Aoba-dōri
La gare d'Aoba-dōri (あおば通駅, Aoba-dōri-eki) est une gare ferroviaire terminus située dans la ville de Sendai, dans la préfecture de Miyagi au Japon. La gare est exploitée par la JR East.

## Situation ferroviaire
La gare d'Aoba-dōri marque le début de la ligne Senseki.

## Historique
La gare est inaugurée le 11 mars 2000.

## Service des voyageurs

### Accueil
La gare située en souterrain dispose de guichets et des automates pour l'achat de titres de transport. Elle est ouverte tous les jours.

### Desserte
- Ligne Senseki :
  - voies 1 et 2 : direction Matsushima-Kaigan et Ishinomaki

### Intermodalité
La gare est en correspondance avec la station Sendai de la ligne Namboku du métro de Sendai.